# Cartoonito (Espagne)
Pour les articles homonymes, voir Cartoonito (homonymie).
Cartoonito était une chaîne de télévision espagnole du groupe Turner Broadcasting System, elle a remplacé Boomerang. Cette dernière diffusait des programmes visant un public de plus en plus jeune (3-6 ans), alors, elle fut remplacée par Cartoonito.